# Aeroportul Baramita
Aeroportul Baramita (IATA: BMJ, ICAO: SYBR) este un aeroport din Barima-Waini, Guyana ce deservește zona Baramita⁠(d). A fost numit după zona deservită.
Situat la o altitudine de 152 m, aeroportul dispune de o singură pistă.